# Union des populations du Cameroun
Union des populations du Cameroun (UPC) är ett politiskt parti i Kamerun. Partiet grundades 1948 och stödde ivrigt Kameruns självständighet.

## Historia
Efter att Algeriet börjat frigöra sig från Frankrike i november 1954 fick Roland Pré som uppgift att kuva under upproret. Han förbjöd UPC i juli 1955. Hans efterträdare Pierre Messmer fortsatte med samma politik. 1956, då UPC fortfarande var förbjudet, ordnade Messmer val, där lydiga personer kom till makten. UPC:s ledare, som tvingats gömma sig eller fly landet, började använda våld. UPC:s ledare Ruben Um Nyobé mördades i en skog 13 september 1958.
I början av 1959, då Frankrike med stöd från FN planerade en kontrollerad självständighet för Kamerun, började UPC motsätta sig planerna. UPC, då ledd av Félix Moumié, anföll allt oftare. Ahmadou Ahidjo utropade Kamerun självständigt 1 januari 1960, vilket motsattes starkt av bamilekefolket. Franska armén, under ledning av Max Briand och med stöd av lokalbefolkning, försökte kuva upproret. Moumié mördades 1960 i Genève av franska agenter. Strax efter hans död skrev Ahidjo under avtal som begränsade Kameruns självbestämmanderätt. Kamerun blev en diktatur.
Motståndet slutade dock inte; UPC:s viceordförande Ernest Ouandié kom tillbaka till Kamerun 1961 för att organisera en motståndsrörelse. Motståndet besegrades dock. Ouandié hängdes offentligt 15 januari 1971.